# Kanalik proksymalny

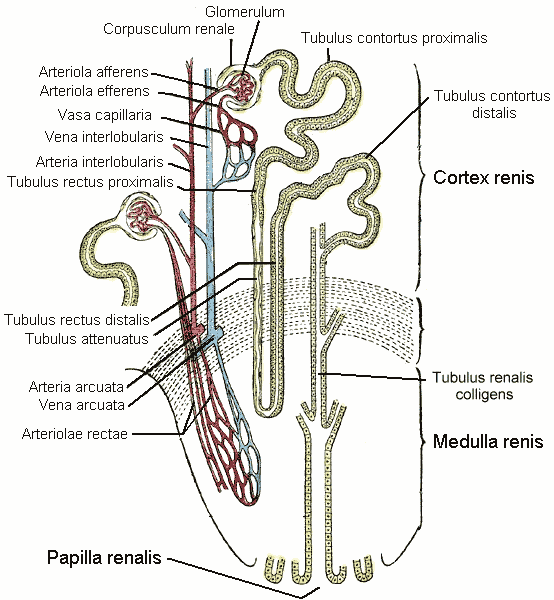
Budowa nefronu – widoczny kanalik proksymalny

Kanalik proksymalny, kanalik bliższy, cewka proksymalna, cewka bliższa, kanalik I rzędu (łac. tubulus contortus proximalis) – pierwszy odcinek kanalika nerkowego, obejmujący kanalik kręty wychodzący z torebki kłębuszka nerkowego oraz gruby odcinek ramienia zstępującego pętli Henlego. Jest zbudowany z nabłonka pokrytego licznymi mikrokosmkami, zwiększającymi powierzchnię wchłaniania. Cały kanalik proksymalny opleciony jest przez tętniczkę odprowadzającą, do której w procesie resorpcji wchłaniane jest 65% moczu pierwotnego powstałego w wyniku filtracji w kłębuszku nerkowym (w ten sposób do krwi wraca 80% wody z przesączu).

## Czynności kanalika proksymalnego
- resorpcja obligatoryjna – zwrotne wchłanianie (przez dyfuzję) wody i soli mineralnych, głównie chlorku sodu, oraz (przez transport aktywny) glukozy i aminokwasów z moczu pierwotnego do krwi
- sekrecja (zachodząca równolegle do resorpcji obligatoryjnej) – wydzielanie z krwi do kanalika między innymi jonów amonowych (przez transport pasywny).